# Kodokuši
Kodokuši (japonsky: 孤独死) v překladu osamělá smrt je japonský termín označující fenomén osamělých úmrtí, kdy lidé umírají sami ve svém domově, bez povšimnutí jejich okolí a těla jsou nalezna, až po týdnech ne-li měsících, někdy až po letech. Tento fenomén byl poprvé popsán v 80. letech 20. století právě v Japonsku, kde je na vzestupu a stává se sociálním problémem. Obecně je tento jev pozorován především u lidí ve věku od padesáti let, zejména u mužů. Tito lidé v mnoha případech nemají blízké sociální vztahy a nepodařilo se jim vytvořit si rodinu. Případy však byly pozorovány také u lidí, kteří trpí duševním postižením nebo trpí závislosti či vážnou nemocí. V některých případech umírá nejen jedna osoba, ale i několik osob, které spolu žili, například páry nebo matky s dětmi. Neexistuje jasná specifikace, kdy je možné úmrtí člověka označit za kodokuši. Obecně se tento termín používá v případech, kdy je tělo člověka co zemřel sám ve svém domově, nalezeno až za několik dní, týdnů, měsíců a v extrémních případech i let. Často se tak stane, až když sousedé nahlásí podezřelý zápach nebo když přestanou přicházet platby za bydlení. Podle některých odhadů takto ročně v Japonsku umírá až 30 tisíc lidí.

## Historie
Prvním případem, který se v Japonsku dostal do hlavních zpráv byl případ pana Ita z roku 2000, kdy bylo nalezeno tělo 69letého muže, tři roky po jeho smrti. Začali ho hledat, až když byly vyčerpány peníze z jeho účtu, ze kterého po celou dobu automaticky odcházely platby za bydlení. Byl nalezen v kuchyni v jeho bytě, kde po něm zůstala jen kostra. O zbytek těla se postarali červi a brouci. Obří bytový komplex, kde pan Ito bydlel skoro 60 let – jeden z největších v Japonsku, monument národního poválečného rozvoje s aspirací na americký způsob života – se najednou stal známým pro něco úplně jiného: osamělou smrt ve světově nejvíce stárnoucí společnosti.

## Příčiny
Kodokuši nemá jednoznačnou příčinu. Jedním z hlavních udávaných důvodů je sociální izolace, které čelí především starší lidé bez kontaktu s rodinou a bez sociálních vazeb. Větší pravděpodobnost této izolace mají lidé, kteří ovdověli, rozvedení nebo nesezdaní. Často se mluví o rozpadu rodinných hodnot. Další příčinou mohou být ekonomické důvody. Mnoho případů osamělé smrti, bylo zjištěno u lidí na podpoře nebo s vážnými finančními problémy. Obě skutečnosti umocňuje i fakt, že v japonské kultuře jsou lidé zvyklí žádat o pomoc spíše rodinu než sousedy. Staří Japonci se ze zdvořilosti zdráhají obtěžovat sousedy, což zvyšuje jejich izolaci. Další z ekonomických příčin je i propad japonské ekonomiky od 90. let 20. století, kdy mnoho japonských byznysmenů bylo nuceno odejít do penze. Tito muži, kteří byli často nesezdaní, přišli o pracovní kulturu a tím i veškeré společenské vazby. Jednou z psychologických hypotéz je i zvýšený životní stres a z toho plynoucí apatie ke společnosti.

## Reakce
Existence tohoto fenoménu vytvořila v Japonsku poptávku po novém typu úklidových firem, které se specializují se na úklid domovů, kde došlo k osamělým úmrtí. Objevují se i realitní kanceláře se specializací na prodej stigmatizovaných nemovitostí. V některých oblastech Japonska začaly být pořádány osvětové kampaně. Některé komunity zakládají sousedské hlídky, které především v době letních veder chodí navštěvovat starší obyvatele, kteří bydlí sami. Jiným opatřením je organizace společenských událostí, které mají seniory vytáhnout z jejich bytů, roznáška zpravodajských listů, monitoring jejich zdravotního stavu a schopnosti vyřídit si každodenní náležitosti – například vyhazování odpadků. Situace je natolik dramatická, že v některých lokalitách místní správa využívá dobrou vůli poštovního personálu, který vykonává pravidelné pochůzky po domácnostech osaměle žijících starých lidí a zvyšuje tak jejich příležitost k lidskému kontaktu.
Fenomén kodokuši se stal inspirací pro tvorbu mladé Japonky, která pracuje v úklidové firmě, zabývající se úklidem bytů, kde došlo k osamělým úmrtí. Miju Kodžima vytváří miniaturní modely bytů, které při své práci navštěvuje. Svou tvorbu vnímá jako vlastní terapii a částečně jako osvětovou kampaň, aby upozornila na tento fenomén.

## V jiných zemích
Jako na důvod k obavám se na tento jev upozorňuje v Hongkongu a Jižní Koreji. Stejně jako Japonsko mají obě země stárnoucí populaci a rostoucí počet starších lidí, kteří žijí osaměle a izolovaně. V Jižní Koreji se tento ekvivalent nazývá godoksa (hangul: 고독사), což je korejská výslovnost znaků hanča. Vzhledem k tomu, že godoksa není právním termínem, jsou taková úmrtí často klasifikována jako „nesouvislá úmrtí”. Termín byl rozšířen na označení úmrtí (ať už přirozených nebo sebevražd) osob středního věku, které jsou svobodné a straní se společnosti.